# Kavatsaari (ö, lat 61,46, long 27,97)
Kavatsaari är en ö i Finland. Den ligger i sjön Saimen och i kommunen Puumala i den ekonomiska regionen  S:t Michel och landskapet Södra Savolax, i den södra delen av landet, 220 km nordost om huvudstaden Helsingfors. Öns area är 2,5 hektar och dess största längd är 240 meter i sydväst-nordöstlig riktning.